# Dygitacja
Dygitacja (od łac. digitus – palec) – w geologii – określenie fałdu w płaszczowinie skalnej odgałęziającego się od głównej masy płaszczowiny.
Terminem dygitacja, palczastość określa się również wypychanie jednej cieczy przez drugą w ruchu nieregularnym, w formie palców lub języków.